# Monte Egaleo
Il monte Egaleo, chiamato anche Aigaleo (in greco Αιγάλεω?, Aigaleō), e conosciuto nell'antichità come Poikilon Oros (Ποικίλον Όρος), è una montagna situata nell'Attica, in Grecia. Si trova ad ovest di Atene, a sud-est di Eleusi e ad est dell'isola di Salamina. La maggior parte della montagna è composta da calcare. Rispetto all'Imetto è meno estesa. La maggior parte della foresta si trova a nord, dove si trova il monastero di Daphni. C'è anche un parco nelle sue estensioni settentrionali.
Durante la Battaglia di Salamina nel settembre del 480 a.C., il re persiano Serse si fece costruire sul Monte Egaleo un colossale trono per poter assistere dall'alto a quella che riteneva sarebbe stata una schiacciante vittoria.